# Lago de Chembarambakkam

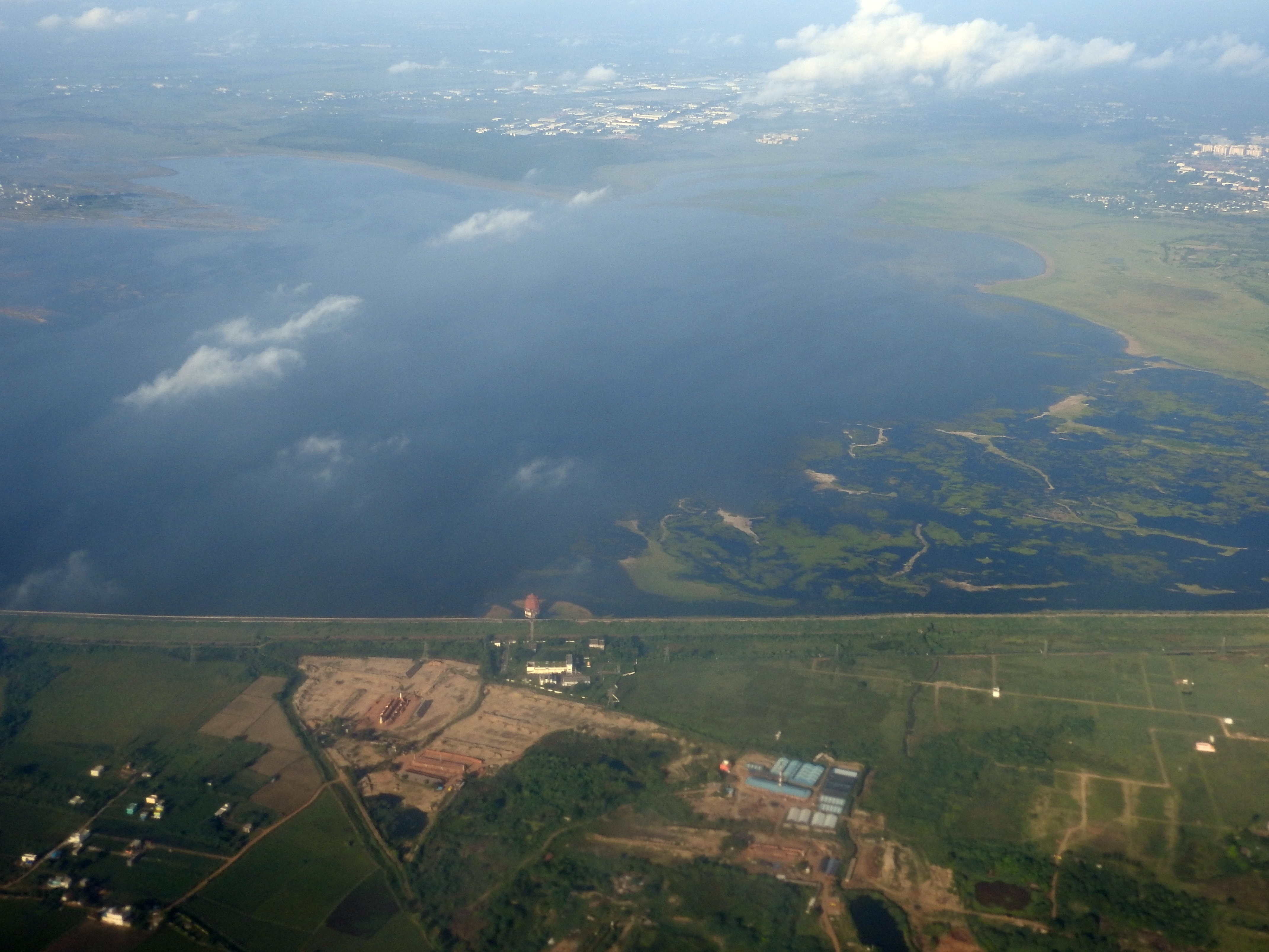
Vista aérea del lago de Chembarambakkam

El lago de Chembarambakkam está localizado en el distrito de Chengalpattu, aproximadamente a unos 40 km de Chennai, en el sur de la India. El río Adyar nace en este lago. 
Una parte del abastecimiento de agua de la metrópoli de Chennai proviene de este lago. 
La capacidad total del lago es de 3645 (mcft). El nivel máximo del lago en pies es de 75.60.
- Datos: Q3524627
- Multimedia: Chembarambakkam Lake / Q3524627